# Dunkirk (filme)
Dunkirk (bra/prt: Dunkirk) é um filme de 2017, dos gêneros drama histórico e guerra, escrito, coproduzido e dirigido por Christopher Nolan e estrelado por Fionn Whitehead, Tom Glynn-Carney, Jack Lowden, Harry Styles, Aneurin Barnard, James D'Arcy, Barry Keoghan, Kenneth Branagh, Cillian Murphy, Mark Rylance e Tom Hardy. A história se passa na Segunda Guerra Mundial, durante a Operação Dínamo, uma operação militar realizada pelo Reino Unido cujo objetivo foi resgatar cerca de quatrocentos mil soldados aliados que foram cercados por tropas da Alemanha Nazista nas praias da cidade de Dunquerque, na França. O longa é uma coprodução britânica, norte-americana, francesa e holandesa, e foi distribuído pela Warner Bros.
Nolan concebeu a ideia do filme depois de ter realizado uma travessia no Canal da Mancha. Criou seu roteiro a partir de três perspectivas (terra, mar e ar), com o mínimo de diálogos possíveis, para que pudesse produzir o suspense na cinematografia e na trilha sonora. O cineasta inspirou-se em onze filmes para realizar as gravações, e cogitou improvisar todo o roteiro, o qual é o seu mais curto até à data. As filmagens começaram em maio de 2016 em Dunquerque e terminaram em Los Angeles, nos Estados Unidos, onde a pós-produção foi realizada. O diretor de fotografia responsável foi Hoyte van Hoytema, que registrou o filme nos formatos IMAX e 65 mm e fez muito uso de efeitos visuais práticos, como inúmeros figurantes, aviões de época genuínos e várias pequenas embarcações que participaram da verdadeira evacuação.
O longa teve sua pré-estreia mundial no Odeon Leicester Square, Londres, em 19 de julho de 2017 e um lançamento limitado nos Estados Unidos no mesmo dia. Seu lançamento geral na América do Norte ocorreu dois dias depois; em Portugal, estreou no dia 20 de julho; no Brasil, no dia 28 do mesmo mês. Dunkirk recebeu "aclamação universal" por parte da crítica especializada, que elogiou a direção, o roteiro, as atuações, a fotografia e a trilha sonora; alguns críticos consideraram-no "o melhor trabalho de Nolan" e um dos mais excelentes filmes de guerra já feito; notabilizou-se por ter entrado na lista de diversas publicações de "os melhores do ano". Foi um sucesso comercial, arrecadou cinquenta milhões de dólares em seu fim de semana de estreia em território norte-americano e 526 milhões em todo o mundo, contra um orçamento de cem milhões, tornando-se o filme de maior bilheteria da história sobre Segunda Guerra Mundial.
Recebeu 190 indicações e 50 vitórias a diversos prêmios, incluindo oito indicações ao 71.º British Academy Film Awards, no qual venceu Melhor Som; ao 75.º Globo de Ouro, foi nomeado a Melhor Filme Dramático, Melhor Direção e Melhor Trilha Sonora Original, assim como ganhou muitos outros prêmios de "Melhor Filme", "Melhor Diretor" e "Melhor Som" em várias cerimônias e festivais. À 90.ª edição do Oscar, foi indicado nas categorias de Melhor Filme, Melhor Diretor (esta foi a primeira indicação de Nolan na categoria), Melhor Fotografia, Melhor Direção de Arte, Melhor Trilha Sonora, Melhor Edição, Melhor Edição de Som e Melhor Mixagem de Som, vencendo as três últimas.

## Enredo

### Terra
Um jovem soldado britânico chamado Tommy consegue fugir de um ataque alemão nas ruas de Dunquerque na França e chegar vivo na praia, onde milhares de tropas aliadas estão preparando-se para uma evacuação. Ele conhece outro soldado chamado Gibson enquanto este enterra um companheiro. Os dois encontram um homem ferido deixado para morrer após um ataque aéreo alemão e decidem levar a maca até um navio hospital evacuando feridos na esperança de poderem ser evacuados também. Entretanto, eles são barrados e decidem esconderem-se embaixo do molhe com o objetivo de esgueirarem-se para dentro da embarcação. O navio hospital é atacado ao partir e naufraga, com Tommy e Gibson conseguindo salvar um outro soldado chamado Alex. Os três conseguem embarcar em outro navio durante a noite, porém este é torpedeado; Gibson salva os outros dois e eles conseguem voltar para a praia. Enquanto isso, o comandante Bolton da Marinha Real Britânica e o coronel Winnant do Exército Britânico discutem a situação: o primeiro-ministro não irá fazer um acordo com os alemães e comprometeu-se com a evacuação de trinta mil homens. A marinha requisitou barcos civis menores que podem velejar diretamente para a praia com o objetivo de resgatar mais homens.

Soldados britânicos se encolhem para se protegerem de um ataque aéreo alemão.

No dia seguinte eles juntam-se a um grupo de soldados escoceses que localizaram um barco de pesca arrastão encalhado na praia fora do perímetro aliado. Eles se escondem dentro na esperança de evacuarem na alta da maré. Alemães começam a atirar na embarcação sem saber que os soldados estão dentro. Os buracos no casco impossibilitam o barco de manter-se flutuando. Alex percebe que Gibson até agora nunca falou uma palavra, acusando-o de ser um espião alemão e exigindo que ele deixe a embarcação para deixá-la mais leve. Tommy o defende, porém Gibson revela ser um francês que roubou a identidade do soldado que estava enterrando na esperança de se passar por britânico e ser evacuado. Alex, Tommy e os escoceses conseguem escapar do barco naufragando, porém Gibson fica preso no interior e morre afogado. Os soldados nadam para um caça-minas ali perto, porém este é afundado por um bombardeiro alemão. O iate Moonstone de Dawson os resgata antes do combustível do navio pegar fogo, porém vários soldados acabam mortos queimados. Eles cruzam o Canal da Mancha até Dorset, pegando um trem. Alex e Tommy esperam ser tratados com escárnio pelo povo britânico, porém em vez disso são recebidos como heróis.
Ainda na praia, Bolton e os soldados ficam aliviado com a chegada dos pequenos barcos civis que vieram para o resgate das tropas. O comandante supervisiona com a satisfação a evacuação dos últimos de mais de trezentos mil soldados britânicos tirados de Dunquerque, dez vezes mais do que era esperado. Winnant deixa a praia, porém Bolton decide permanecer e ficar junto com a retaguarda francesa.

### Mar
A Marinha Real requisita vários barcos particulares para participarem da evacuação. O Sr. Dawson coopera sem questionar, porém decide velejar ele mesmo para Dunquerque abordo de seu iate Moonstone junto com seu filho Peter em vez de deixar uma tripulação da marinha assumir. George, amigo de Peter, junta-se a eles esperando poder fazer algo de notável. Eles fazem seu caminho pelo Canal da Mancha, resgatando no caminho um soldado traumatizado em cima dos destroços de seu navio. O soldado tenta lutar contra Dawson pelo controle do barco ao descobrir que estão velejando para Dunquerque e não para o Reino Unido, acabando por acertar George e fazendo o menino bater gravemente a cabeça no chão. Peter trata o ferimento do amigo da melhor maneira que pode, porém George fica cego. Dawson, por dever, continua seu caminho até Dunquerque.
Eles veem um avião Supermarine Spitfire cair no oceano e resgatam o piloto Collins pouco antes da aeronave afundar por completo. O Moonstone encontra um caça-minas sob ataque de um bombardeiro alemão e acompanham um caça britânico em seu encalço sendo perseguido por outro avião alemão. O iate desvia dos ataques inimigos e manobra para perto do navio danificado para resgatar os soldados na água, escapando por pouco da explosão de combustível. Dawson e Peter regatam o maior número possível de sobreviventes, incluindo Tommy e Alex, ao mesmo tempo descobrindo que George morreu. Peter sente pena do soldado traumatizado e lhe garante que George ficará bem. Dawson é congratulado pelos homens que salvou ao chegar em Dorset. O soldado traumatizado vê o corpo de George ser carregado para fora do Moonstone e parte no mesmo trem que Tommy e Alex. Peter no dia seguinte dá uma foto de George e um relato sobre sua participação na evacuação ao jornal local, que o enaltece como um herói.

### Ar
Os pilotos Farrier, Collins e seu líder da Força Aérea Real cruzam o Canal da Mancha em seus Spitfires com o objetivo de prover apoio aéreo para os soldados em Dunquerque, recebendo instruções de guardarem combustível suficiente para a viagem de volta até o Reino Unido. O medidor de combustível de Farrier quebra, porém ele continua sua missão. Eles encontram aviões da Luftwaffe, que abatem o líder do esquadrão. Farrier assume o comando e segue junto com Collins para a França. Eles conseguem abater um avião inimigo, porém o Spitfire de Collins é danificado e ele é forçado a fazer um pouso de emergência na água. Farrier continua sozinho com combustível de reserva. Ele testemunha a destruição de um caça-minas por um bombardeiro alemão e o naufrágio de um barco de pesca arrastão, conseguindo derrubar o bombardeiro ao mesmo tempo que era perseguido por um caça inimigo. Farrier finalmente alcança Dunquerque bem quando seu combustível termina, mas mesmo assim consegue derrubar o caça alemão e salvar os soldados sendo evacuados. Ele plana sobre as tropas e pousa mais adiante na praia, porém longe do perímetro aliado. Farrier destrói seu avião e é capturado pelos alemães.

## Elenco
- Fionn Whitehead como Tommy, um soldado britânico.[9]
- Tom Glynn-Carney como Peter, o filho do Sr. Dawson.[10][11]
- Jack Lowden como Collins, um piloto da Força Aérea Real.[12]
- Harry Styles como Alex, um soldado britânico.[13][14]
- Aneurin Barnard como Gibson, um soldado francês que se passa por britânico.[15]
- James D'Arcy como Coronel Winnant, um oficial do Exército Britânico.[16]
- Barry Keoghan como George, um amigo de Peter.[17][18]
- Kenneth Branagh como Comandante Bolton, um oficial da Marinha Real Britânica.[13][19]
- Cillian Murphy como o Soldado Tremulante, um soldado britânico resgatado pelo Sr. Dawson.[11]
- Mark Rylance como Sr. Dawson, um marinheiro civil dono do iate Moonstone.[11]
- Tom Hardy como Farrier, um piloto da Força Aérea Real.[12]

## Dubladores no Brasil
- Estúdio de dublagem: Delart[20]
- Direção de Dublagem: Garcia Jr.[20]
- Cliente: Warner Bros[20]
- Tradução: Manolo Rey[20]
- Técnico(s) de Gravação: Léo Santos e Luiz Martins[20]

Elenco
- Tommy: Gustavo Pereira[20]
- Gibson: Rafael Rodrigo[20]
- Alex: Wirley Contaifer[20]
- Sr. Dawson: Carlos Gesteira[20]
- Peter: Andreas Avancini[20]
- George: Hugo Myara[20]
- Collins: Philippe Maia[20]
- Farrier: Guilherme Briggs[20]
- Comandante Bolton: Eduardo Borgerth[20]
- Almirante: Reinaldo Pimenta[20]
- Coronel Winnant: Nando Lopes[20]
- Oficial Warrant: Reginaldo Primo[20]
- Escocês 1: Claudio Galvan[20]
- Escocês 2: Raphael Rossatto[20]
- Escocês 3: Daniel Müller[20]
- Marinheiro holandês: Mckeidy Lisita[20]
- Líder Fortis: Lacarv[20]
- Menino: Enzo Dannemann[20]

## Produção

### Desenvolvimento e roteiro
"A empatia pelas personagens não tem nada a ver com sua história. Eu não queria passar pelo diálogo, contar a história delas [...] O problema não é quem elas são, quem fingem ser ou de onde vêm. As únicas perguntas que me interessavam eram: Elas vão sair dessa? Será que serão mortas pela próxima bomba enquanto tentam alcançar o molhe? Ou serão esmagadas por um barco enquanto fazem a travessia?"

— Christopher Nolan
Christopher Nolan concebeu a ideia do filme em meados da década de 1990, quando ele e sua esposa, Emma Thomas, navegaram pelo Canal da Mancha, seguindo o caminho feito por muitos pequenos barcos durante a evacuação de Dunquerque. A travessia durou 19 horas. Nolan pensou em improvisar todo o filme em vez de escrever um roteiro, mas Thomas o convenceu a não fazê-lo. Em 2015, ele escreveu um roteiro de 76 páginas, o qual era cerca da metade do comprimento de seus argumentos costumeiros e seu mais curto até a data. Sua estrutura precisa exigiu personagens fictícias, em vez de personagens baseadas em relatos de testemunhas oculares.
A história é contada a partir de três perspectivas: terra, mar e ar. O diretor estruturou o filme do ponto de vista das personagens, com a intenção de usar mais imagens em vez de diálogo e história de contexto estilo uma analepse. Ele queria incorporar o chamado "efeito bola de neve", geralmente usado no terceiro ato de seus filmes. Nolan abordou o material de pesquisa de forma documental, mas, para a criação das personagens, decidiu retratá-las baseando-se vagamente nos testemunhos ouvidos e em pessoas reais; sobre isso declarou: "Têm-se uma percepção de que a ficção pode transmitir algo mais verdadeiro ao público sobre eventos reais do que o documentário. Ao usá-la, pude explicar vários aspectos do que aconteceu em Dunquerque de forma mais eficiente e com maior clareza emocional do que eu poderia ter feito se tivesse seguido os fatos de forma simples e rigorosamente." De acordo com Nolan, um dos aspectos mais interessantes do filme é sua contravenção à "fórmula de Hollywood", porque, apesar de ter um grande orçamento, ele relata um evento que não representa uma vitória para os aliados e nem envolve as forças armadas dos Estados Unidos.
Embora ele já tivesse ideias concretas sobre o filme, o diretor decidiu não expô-las até o início da produção para ganhar mais confiança por sua experiência na direção de grandes filmes arrasa-quarteirão. Para transmitir a perspectiva dos soldados na praia, para quem o contato com o inimigo era "extremamente limitado e intermitente", ele não mostrou os soldados alemães nas filmagens. Também tirou as cenas com Winston Churchill e os generais em salas de guerra, pois ele não queria ficar "atolado na política da situação". O diretor afirmou ter se inspirado em onze filmes, dos quais apenas dois são de guerra: All Quiet on the Western Front, The Wages of Fear, Alien, Speed, Unstoppable, Greed, Sunrise: A Song of Two Humans, Ryan's Daughter, The Battle of Algiers, Chariots of Fire e Foreign Correspondent. O consultor histórico do filme foi o autor Joshua Levine, que escreveu o livro Dunkirk: The History Behind the Major Motion Picture. Levine acompanhou Nolan enquanto este entrevistava veteranos da guerra. Durante uma dessas entrevistas, o diretor ouviu uma história de soldados em desespero vistos caminhando para o mar, e ele incorporou-a no roteiro.
A equipe de produção e a locação foram escolhidas antes mesmo de Nolan e Thomas pedirem à Warner Bros. Pictures um sinal verde para iniciarem a produção. O cineasta e seu diretor de arte, Nathan Crowley, visitaram a praia de Dunquerque enquanto exploravam o sítio e decidiram por lá filmar, apesar dos desafios logísticos, descartando definitivamente Suffolk, que havia sido a alternativa anterior. Embora a Vanity Fair informara que Nolan concordou em receber um baixo salário inicial em troca de uma grande porcentagem da arrecadação final, The Hollywood Reporter afirmou que o cineasta fez um acordo com a Warner Bros. para receber um salário de vinte milhões de dólares mais vinte por cento da bilheteria total, o acordo mais lucrativo desde que Peter Jackson recebeu o mesmo valor por King Kong (2005).

### Pré-produção
A pré-produção começou em janeiro de 2016. Para os uniformes, o diretor de figurino Jeffrey Kurland equilibrou a precisão histórica com a estética que favoreceria o figurino do filme. Como o pesado tecido original de lã não tinha sido produzido desde 1940, ele foi fabricado a partir do zero. Foram feitos uniformes na medida do elenco principal e mais de mil extras; essas vestimentas foram produzidas em uma fábrica no Paquistão, e as botas, por um sapateiro no México. O departamento de figurinos passou três semanas trabalhando juntamente com a equipe de produção no Longcross Studios. Cada roupa foi feita para parecer com que os soldados pertencessem a diferentes regimentos: Tommy veste um sobretudo sobre o uniforme, já Alex usa uniforme de tropa escocesa. Kurland encontrou referências em museus, revistas contemporâneas, arquivos de fotos e livros. O molhe foi reconstruído dentro de quatro meses a partir dos desenhos originais. A areia foi trazida de Dunquerque para criar uma aparência mais realística com o meio ambiente. O óleo e alcatrão foram feitos especialmente e as próteses eram resistentes à água e ao fogo.
Faltando três semanas para as gravações dos momentos iniciais do filme em Dunquerque, em abril de 2016, a produção iniciou um processo de recrutamento de quase 1500 figurantes para comporem a tropa dos aliados. A prefeitura da cidade criou um processo de inscrição e recebeu cerca de 4500 registrados. Os requisitos eram que os candidatos deviam ser homens entre 18 e 50 anos que não excedessem 1,83 metro, que estivessem preparados para cortarem o cabelo se fosse necessário e que tivessem um porte "tipo europeu". Também foram recrutadas mulheres para os papéis de enfermeiras, para as quais a produção exigiu que não houvesse coloração no cabelo e cortes curtos, com comprimento mínimo nos ombros. Posteriormente, em 13 de junho, iniciou-se outro processo de recrutamento de figurantes. Dessa vez, era necessário ter entre 45 e 80 anos de idade, ter experiência com viagens de barco, ser livre nas segundas-feira e aceitar o corte de cabelo estilo dos anos 40.
No final de maio do mesmo ano, ocorreu outro recrutamento na Holanda, para as filmagens em Urk. Os candidatos tinham que fornecer um certificado de natação. No final do mês seguinte, outros alistamentos foram organizados nas cidades de Swanage e Weymouth, nas quais foram gravadas cinquenta cenas. A produção queria homens e mulheres com mais de 16 anos para interpretarem civis e soldados.

### Seleção do elenco
Depois de ouvir os relatos dos que estiveram presentes na evacuação de quão jovens e inexperientes eram os soldados, Nolan decidiu escalar para o elenco atores jovens e desconhecidos; também foi exigiu que todo o conjunto fosse britânico, apesar de Barry Keoghan e Cillian Murphy serem irlandeses. John Papsidera e Toby Whale foram os diretores de elenco do filme. Em setembro de 2015, Tom Hardy, Kenneth Branagh e Mark Rylance estavam em negociações para  juntarem-se como atores coadjuvantes. Fionn Whitehead foi escalado ao "papel principal" em março 2016, e Jack Lowden, Aneurin Barnard e Harry Styles foram adicionados à lista pouco depois. Murphy juntou-se no mês seguinte. James D'Arcy, Keoghan e Tom Glynn-Carney foram incluídos em maio. Michael Caine foi contratado para uma aparição, em que fala ao rádio com o comandante Fortis; sua escolha foi uma homenagem ao seu papel no filme Battle of Britain (1969). De acordo com D'Arcy e Nolan, as personagens Coronel Winnant e Comandante Bolton atuam como um coro grego para dar o contexto ao público.
O filme marcou a estreia de Whitehead no cinema. Ele era, até então, um jovem ator totalmente desconhecido quando o site The Wrap anunciou, em março de 2016, que Nolan dar-lhe-ia um dos papéis principais. O ator inglês estudou no Nacional Youth Theatre, o que aumentou sua chance para integrar o elenco. Enquanto fazia sua audição, participava simultaneamente, nos subúrbios de Londres, de sua primeira gravação profissional como ator na série de fantasia HIM, na qual ocupou o papel principal (um adolescente dotado de poderes telecinéticos que tem dificuldade em dominá-los). "Ele estava fazendo uma audição para o filme de Nolan, mas não estava falando sobre nada além do que foi planejado para o próximo dia de filmagem, então, para mim, ele teve a atitude certa.", disse a atriz Katherine Kelly que interpreta sua mãe na série. O ator passou por um processo secreto de audição que durou vários meses, e não sabia muito sobre a produção além do título e do tema geral. "Todo mundo entrou em cego. Ninguém sabia quantas personagens havia, quem eram elas ou quantos anos tinham, a trama, nada", declarou Whitehead ao Los Angeles Times em abril de 2017. Para o papel, ele começou preparar-se fisicamente várias semanas antes das filmagens, como nadar muito vestindo um uniforme de lã, botas de ferro e armas. O nome de sua personagem derivou da gíria usada para chamar um soldado comum britânico.
"A primeira coisa essencial que se pensa sobre a evacuação de Dunquerque é a juventude e a inexperiência dos soldados. Parecia importante, especialmente para o papel de Fionn, contratar alguém realmente novo. [...] Existe uma naturalidade e autenticidade na forma como ele atua, é extraordinário. Ele tem uma presença muito carismática. Isso me lembra um jovem Tom Courtenay."
— Nolan em entrevista à Entertainment Weekly em dezembro 2016.
O filme também marcou a estreia de Harry Styles, um dos cantores da famosa banda britânica One Direction, no cinema. De acordo com Jack Lowden, seu colega de elenco, o cantor, por mais que fosse famoso, não teria ganhado vantagem nas audições apenas por ser quem ele é — já que esta foi um processo bastante cansativo —, mas conseguiu passar pela própria capacidade. O diretor queria jovens desconhecidos para interpretarem os soldados da praia, e revelou que não tinha ideia que o garoto era tão famoso antes de convidá-lo para o elenco. "Eu não estava ciente de como Harry é famoso. Quero dizer, minha filha tinha falado sobre ele. Meus filhos falaram sobre ele, mas eu não estava realmente ciente disso. Então, a verdade é que eu o chamei porque ele se encaixava maravilhosamente em uma parte do filme e ele realmente ganhou um lugar na mesa. [...] Bom, ele não é realmente um desconhecido, mas nunca fez nada anteriormente como ator; entretanto, passou as audições. Eu literalmente fiz testes com milhares de jovens de diferentes estilos. E ele conseguiu." A esposa de Nolan, no entanto, afirmou nos extras "The Making of Dunkirk" que a escolha de Styles foi apoiada por Greg Silverman, que na época era o presidente de desenvolvimento criativo e de produção da Warner Bros. Em uma entrevista, o diretor comparou a polêmica acerca da escalação de Styles com a escolha de Heath Ledger como Coringa em The Dark Knight (2008), pois ambos os atores foram subestimados. Durante as filmagens, muitos fãs do cantor ficaram, de dia e noite, em frente ao Hotel Borel, no qual ele estava hospedado. Alguns fãs, apaixonados pela história do filme, lançaram, em 21 de julho de 2016, uma arrecadação de fundos para renovarem o Skylark IX, um pequeno navio que participou da operação em 1940.
Para seu papel, Cillian Murphy pesquisou sobre o trauma psicológico que os soldados sofreram, para, assim, entender o transtorno de estresse pós-traumático de sua personagem. Nolan escolheu Mark Rylance por seu trabalho no teatro e sua performance na serie Wolf Hall. Para preparar-se, o ator pilotou, todos os dias, o barco que sua personagem usa, ouviu gravações de áudio no Imperial War Museum e lia relatos de vários homens, assim como os do próprio Sr. Dawson. Durante as gravações das tomadas, ele incentivou o improviso de cenas, e o diretor disse que "[isso] aprofundou as atuações".
Nolan deu alguns pequenos papéis aos membros de sua família. Seu tio, John Nolan, interpreta o velho cego que conforta os soldados fugidos ao retornarem à Inglaterra. Ele já havia aparecido em outros três filmes do cineasta: Following, Batman Begins e The Dark Knight Rises. Sua tia Kim Hartman, esposa de John, interpreta a anfitriã a bordo de um barco a remo, a qual substituiu o Comandante Bolton (Kenneth Branagh). Miranda Nolan, filha do casal, representa a enfermeira que cumprimenta soldados a bordo de um destróier. Ela já apareceu em dois filmes de Nolan, Inception e The Dark Knight Rises. O irmão de Miranda, Tom Nolan, interpreta um tenente da Marinha Real.

### Arte
"Foi um filme muito difícil [de se gravar], tudo era ao ar livre. Não tinha um estudio de som. Foi um filme difícil, mas todos os filmes de Chris[topher] Nolan são difíceis. Mas é muito importante para mim que seja cinematográfico, porque é por isso que eu sempre fui ao cinema. Eu quero ser surpreendido. Então, isso é realmente crítico. Isso é o que o cinema lhe dá, o que nenhuma outra coisa consegue. É um filme de Christopher Nolan!". — Nathan Crowley.

O diretor de arte do filme foi Nathan Crowley, marcando sua sétima colaboração com Nolan. Crowley interessou-se pelo filme porque, de acordo com suas palavras, considera o cineasta muito inteligente e bom, e que este trabalha em uma escala na qual ele gosta de trabalhar. Também declarou que gosta de filmes em larga escala, sendo um grande fã de David Lean. Inicialmente, Crowley ficou receoso em aceitar fazer parte da produção, porque estava preocupado que ninguém fora do Reino Unido se importasse com o filme, já que é sobre uma história britânica, apesar de que ele sempre quis fazer parte de um filme de guerra. Quando estudou-o melhor, acho-o muito atraente e com uma abordagem interessante, aceitando a proposta de fazer parte da produção.
Crowley pesquisou muito em livros e fez muita pesquisa com Nolan e criou um departamento de arte improvisado na antiga garagem do cineasta, algo que já virou costume fazê-lo quando trabalham juntos. Ele estudou fotografias em preto e branco e coloridas para entender melhor a representação visual. A arte estética foi criada para parecer mais contemporânea possível. Ambos aproveitaram um feriado familiar de Nolan na Escandinávia e viajaram para Dunquerque, onde percorreram 18 quilômetros para terem uma noção de como seria filmar por lá. Crowley gostou e descreveu-o como "um lugar tão único", mas observou que os desafios estava em filmar no Canal da Mancha, cuja maré estava com seis metros, na reconstrução do molhe e na obtenção de navios reais. O clima foi outro fator desafiante. Durante as gravações, a produção foi atingida por uma enorme tempestade no local em que estava o molhe, e isso criou uma espécie de espuma marinha, que ficou visualmente deslumbrante. A equipe aproveitou e inseriu-a no filme para reforçar ainda mais a simplicidade e brutalismo.

### Filmagens
As filmagens começaram no dia 23 de maio de 2016 em Dunquerque, porque a equipe de produção queria evitar que coincidisse com o Dia da Bastilha e com a data da evacuação. A produção continuou por quatro semanas em Urk, nos Países Baixos, uma semana em Swanage e Weymouth em Dorset, no Reino Unido, e por duas semanas no Centro de Interpretação Point Vicente e Farol em Rancho Palos Verdes, Califórnia.
As gravações em Dunquerque ocorreram no local em que aconteceu a evacuação; já as cenas da rua foram filmadas em Malo-les-Bains, porque a maioria dos edifícios de Dunquerque foram destruídos na guerra. O tempo das tomadas na praia e no molhe foi determinado pelo padrão das marés. As greves geral francesas e os regulamentos relativos ao tempo de trabalho também afetaram o cronograma.
Para minimizar o uso de imagens geradas por computador (CGI), foram usados veículos militares e cardboards para dar a ilusão de maior número de soldados na cena da evacuação. Os aviões de combate usados foram em modelo real ou maquete, e os navios de guerra reais e os barcos privados forneceram um realismo que não poderia ser alcançado pelo uso de CGI. Os modelos de maquete foram criados através da impressão 3D. O molhe recriado pela equipe de produção foi frequentemente reconstruído após ser danificado pelo mau tempo. Como as autoridades francesas proibiram o uso de pirotécnicas no mar, para proteger a vida marinha, usou-se canhões de ar, que é um dispositivo de ar comprimido para criar ondas de alta pressão debaixo da água. Foram necessários seis mil desses canhões. As primeiras cenas foram registradas no porto de Weymouth, e as cenas finais na estação ferroviária de Swanage. O estúdio da Universal Pictures em Falls Lake, Los Angeles, foi usado para os cenários interiores e exteriores de navios e um avião afundando, com os interiores do navio filmados em um tanque de água usando dublês. Para aclimatarem-se às cenas de água fria, Styles e Whitehead foram submetidos a sessões de treinamento no Point Dume em Malibu. Os principais membros do elenco fizeram suas próprias acrobacias.
Crowley e o coordenador marinho Neil Andrea localizaram quase sessenta navios, e Nolan pediu para que fossem reformados para as filmagens. Entre eles, o contratorpedeiro inativo Maillé-Brézé, da Marinha Francesa, que foi feito para parecer-se com um navio de guerra britânico de 1940, já que não havia contratorpedeiros de guerra britânicos movidos a motor em funcionamento. Três navios inativos da Marinha Real Neerlandesa também foram usados: o caça-minas Hr.Ms. Naaldwijk retratou o HMS Britomart, o Hr.Ms. Sittard retratou HMS Havant e HMS Jaguar, e o MLV Castor retratou HMS Basilisk. O barco torpedeiro a motor MTB 102 e navio a vapor norueguês Rogaland também foram utilizados. Cerca de cinquenta outros barcos foram utilizados para as gravações, sendo que vinte deles, pequenos barcos usados por civis durante a evacuação, foram pilotados pelos seus atuais proprietários. Um pequeno iate movido a motor de treze metros de comprimento chamado Moonstone, construído em 1930, foi usado por seis semanas paras as rodagens; cenas mais exigentes, como uma em que sessenta pessoas embarcaram em um barco com capacidade para apenas dez, foram filmadas no lago holandês IJsselmeer para evitar a força das marés de Dunquerque.
Os aviões foram equipados com duas cabines de comando para permitir a gravação em ar. Um Yakovlev Yak-52 foi modificado para assemelhar-se a um Supermarine Spitfire, e dois Supermarine Spitfire Mark IAs, um Spitfire Mark VB e um Hispano Buchon foram pintados para representarem um Messerschmitt Bf 109, os quais também foram usados para as cenas de combate. Réplicas em larga escala de modelos de aviões, controladas por controle remoto, como dos bombardeiros Heinkel He 111 e Junkers Ju 87, foram usadas para simular um impacto direto contra o Canal da Mancha. Os reais Spitfires foram fornecidos pelo Imperial War Museum Duxford, e o proprietário Dan Friedkin pilotou o que foi pousado na praia em Dunquerque. Essas tomadas tiveram que ser gravadas dentro de quarenta e cinco minutos, antes que a maré subisse novamente. Câmeras IMAX equipadas com lentes de snorkeling e periscópio — criadas especialmente para as filmagens — foram anexadas aos aviões de combate nas partes posteriores e na frontais, e mockups em grande escala foram submergidos com equipamentos de cabo para uma cena de colisão. Um Piper Aerostar também participou das filmagens no ar, equipado com câmeras IMAX na parte frontal e traseira. Em uma das cenas dentro do avião, uma câmera do mesmo formato foi colocada dentro da cabine do piloto, mas quando o avião afundou, a água acabou arruinando todo o equipamento. O diretor precisou uma usar técnica antiga para tentar recuperar o filme. O ataque contra o Canal foi realizado por uma unidade aérea localizada no aeródromo Lee-on-Solent. Tom Hardy e Jack Lowden passaram as cenas finais do cronograma de filmagem em um penhasco em Palos Verdes, dentro de uma cabine prendida sob suspensão cardan, construída especialmente para o filme, com contato limitado com o resto do elenco e equipe. As gravações terminaram no dia 2 de setembro de 2016, após 68 dias.
Em junho de 2016, o prefeito de Dunkerque, Patrice Vergriete, estimou que as filmagens beneficiaram a economia da cidade e seus arredores com pelo menos cem mil euros por dia (em hotéis, restaurantes, entre outros). Seis meses depois, Jean-Yves Frémont, seu assistente de desenvolvimento do turismo, avaliou um lucro entre 5 e 7 milhões. Em julho de 2017, o Centro Nacional do Cinema e da Imagem Animada indicou que as gravações geraram 19 milhões de euros na região dos Altos da França, sendo metade para a cidade. De acordo com o canal de televisão local Omroep Flevoland, as gravações contribuíram para um ano recorde para hotéis em Urk, com 11 mil quartos reservados em 2016. O jornal Dorset Echo afirmou que o condado de Dorset angariou 128 000 libras esterlina (cerca de 32 000 £ por dia).

### Fotografia
Hoyte van Hoytema, que colaborou anteriormente com Nolan em Interstellar (2014), foi escolhido como diretor de fotografia. O filme foi fotografado sob iluminação natural e grandemente registrado com película cinematográfica do formato IMAX de 65 mm, sendo a produção de Nolan que mais usou imagens desse formato — cerca de 75 por cento. A escassez de diálogo possibilitou que as câmeras IMAX, que são notoriamente barulhentas, fossem usadas como o formato principal, usando a 5-perf-70mm principalmente para as cenas de fala. As lentes Panavision e IMAX possibilitaram a filmagem à noite. Pela primeira vez em um longa-metragem câmeras IMAX foram usadas a mão, o que fez com que Steven Spielberg e Ron Howard afirmassem que foi a melhor maneira de filmar nos navios. A escolha desse formato foi pelo fato de ser, segundo van Hoytema, inegavelmente o melhor e o mais visceral, já que é o maior negativo e colhe a luz e a espalha sobre a maior quantidade de celuloide, o que lhe dá uma maior resolução e renderização de cores, apesar de essas câmeras serem muito desajeitadas. O desafio da produção foi superar todos esses processos práticos, com ela questionando: "Como podemos tornar esta câmera mais móvel? Como podemos colocá-lo no ombro? Como podemos fazer recargas rápidas? Como podemos mergulhá-lo debaixo d'água? Como podemos colocá-la na asa de um avião?", e para isso, usou-se muito de engenharia. Ela criou e projetou lentes para as câmeras as quais eram mais sensíveis à luz e tinham foco mais próximo.
Embora o filme seja dividido em três linhas de tempo separadas (terra, ar, mar), o diretor de fotografia evitou qualquer tipo de demarcação visual que pudesse confundir o espectador. Apesar de ele ter gostado de ter fotografado em um ambiente real, os locais de filmagens em Dunquerque, Holanda e Inglaterra estavam com condições climáticas imprevisíveis e muitas vezes difíceis, fazendo com que van Hoytema e Ryan Monro aperfeiçoassem a câmera IMAX para que ela pudesse mover-se mais rápido e gravar melhor qualquer movimento na frente deles. O diretor de fotografia assistiu aos filmes Ryan’s Daughter, Saving Private Ryan, Battle of Algiers, Wages of Fear e Full Metal Jacket não para copiá-los ou aprender como se fazer um filme de guerra, mas para observar como diferentes tipos cinematografias podem contar a mesma história. Também observou muito em fotografias documentais e fotografias de imprensa antiga para tentar lê-las e ter uma noção de como se poderia fazer algo que parecesse tão natural e tão real quanto às primeiras, e tentou afastar-se da estética. Para os registros subaquáticos, câmeras foram revestidas com bolsas à prova d'água; isso possibilitou o manuseio delas tanto à mão como fixadas na cintura dos operadores de câmaras.

### Efeitos visuais
A empresa Double Negative ficou responsável pelos efeitos especiais, principalmente os visuais. A FotoKem ajudou-a, em escala menor, e participou na criação dos panfletos publicitários. Para a captura de movimento, a Centroid Motion Capture encarregou-se. O supervisor de efeitos visuais foi Andrew Jackson, marcando sua primeira colaboração com Nolan. Aquele fora apresentado a este através da Negative e eles se encontraram num escritório em Londres, no qual discutiram a produção e descobriram que ambos tinham uma postura semelhante com relação aos efeitos visuais: eles gostavam de evitá-lo sempre que possível e preferiam filmar sem fundo azul, usando a computação gráfica (CG) apenas como último recurso. Em alguns momentos, Andrew Lockley, supervisor da Negative, também trabalhou com Jackson.

A produção criou soldados de papelão para aumentar o número da tropa na praia, como é possível observá-los à frente.

Para realizar seu trabalho, Jackson e sua equipe estudaram horas de filmagens de batalhas e assistiram arquivos sobre voo para entenderem e desenvolverem os movimentos dos aviões nas cenas de batalha aérea. No entanto, para manter o material autêntico, eles não inseriram o método contido no livro, só usaram-no como referência. Ao total, foram mais 429 planos de efeitos visuais. Os aviões, navios e caminhões foram amplamente fotografados e digitalizados usando Faro Focus Laser Scanner. Também foram criadas versões digitais de todas as aeronaves e navios através da combinação de fotogrametria e geometria Lidar que serviram de base para modelagem e textura das fotografias do set. Para os registros em que aparece a equipe de filmagem nas câmeras, usou-se recursos de CG para removê-las e também usou-os na cabine de pilotagem, no cessar das hélices e para baixar o trem de pouso no final do filme. As imagens geradas por computador também foram usadas para melhorar algumas cenas, mas nenhuma dessas dependeu inteiramente daquelas.
Para as três principais cenas de naufrágio — a do navio hospital, a do contratorpedeiro e do navio varredor —, foram aplicados métodos bastante diferentes uns do outros. Para a primeira, Jackson sugeriu uma técnica que envolvesse duas câmeras para registarem simultaneamente os dublês pulando na água. Uma câmera era estática e a outra ficava encaixada num guindaste, o qual se movia de cima para baixo à medida em que os eles pulavam na água, partindo de uma posição inicial próxima à câmera estática. O contratorpedeiro que afunda à noite foi filmado nos estúdios da Falls Lake Universal em Los Angeles usando uma seção em tamanho real de um navio em um cardã hidráulico de dois eixos para simular o naufrágio, para o qual envolveu closeups de um compartimento da embarcação combinado com um navio feito a CGI acrescido de simulação de uma multidão. Para as cenas que contêm muitos soldados reunidos, a produção usou muitos recortes de papelão em forma deles intercalados com militares reais para criar a ilusão de um imenso exército com 300 mil homens. Nos planos aéreos, em que se mostrava a praia, utilizou-se computação gráfica e um software de simulação de multidão para gerar um grupo de inúmeras pessoas que se moviam "por conta própria", dando aos telespectadores uma sensação convincente de um vasto exercito.

### Edição
O editor Lee Smith, colaborador regular de Nolan, retornou para trabalhar na edição do filme, começando em setembro de 2016, depois que ele havia montado tomadas sem supervisão da equipe de produção enquanto as filmagens ainda estavam em andamento. Sua escolha pela produção foi em decorrência de seu fascinado pelas histórias da Segunda Guerra Mundial e pelos filmes The Bridge on the River Kwai (1957) e Battle of Britain (1969), tidos como seus favoritos na infância, os quais têm uma natureza épica e vasta extensa que são, em suas palavras, incrivelmente interessante para ele. O jeito como trabalha com Nolan também foi um fator decisivo para sua escolha, já que o editor adiciona tudo que vem em sua mente durante a edição e o diretor, por confiar no trabalho de Smith, não examina os cortes em andamento enquanto ele está filmando, já que preocupa-se mais em concentrar-se nas filmagens do que na edição. Para preparar-se ao trabalho, o editor leu alguns livros sobre a evacuação, mas apenas por interessar-se pelo assunto, já que estava suficientemente familiarizado com a história. Ambos assistiram aos registros de guerra todas as noites em que ocorreu as gravações e, ocasionalmente, Nolan expunha suas ideias, especialmente se algo se desviava um pouco do roteiro.
Smith ficou surpreso quando o diretor disse-lhe que queria o filme com menos de 120 minutos de duração, então insistiu que Dunkirk não fosse concebido como um quebra-cabeça a ser resolvido — como alguns dos trabalhos anteriores de Nolan. Smith decidiu não usar ajudas visuais, como filtros de cores, para separar cada  perspectiva, em vez disso, tentou projetar um filme que tivesse muita emoção. Ao longo do processo de edição, analises ajudaram ambos a atingirem seus objetivos. Pelo fato de o filme ser dividido em terra, mar e ar, o editor optou por registrar alguns planos complicados como parte uma única sequência ao invés de gravar por partes, como ocorre em muitos outros filmes. Depois de registrados, ele fez os cortes e ajustou os pontos de entrada e saída nas transições de cena com base na continuação anterior. Pelo menos dez a quinze versões do longa foram cortadas para aperfeiçoar ainda mais seu impacto dramático e para encontrar o momento perfeito para as chamadas "pequenas embarcações" — barcos privados que ajudaram heroicamente na evacuação — poderem aparecer nas gravações.
A edição ocorreu em Los Angeles com uma equipe de mixagem de áudio composta por oito pessoas. Nolan classificou a edição das sequências aéreas como um desafio particular, e comparou-as com um jogo de xadrez. A estabilidade do tempo ambiente apresentou menos desafio do que era esperado, com as filmagens acontecendo na Europa e na Califórnia. Durante a organização, Smith exibiu as filmagens a uma plateia que achou-as excessivamente tensas e "clamava" por um momento de alívio; então ele descreveu essas reações ao diretor e eles fizeram alguns ajustes no conteúdo. Após a conclusão dos cortes finais, a equipe adicionou a música. O grupo da pós-produção tinha ao total cinquenta e quatro horas para trabalhar.

### Música
A trilha sonora foi composta por Hans Zimmer, um colaborador frequente de Nolan, marcando a sexta cooperação entre ambos. Em janeiro de 2016, o compositor já tinha começado a trabalhar na gravação, finalizando-a onze meses depois. Ele também criou uma demonstração de áudio de cem minutos. Por causa da intensidade, o roteiro foi escrito para que fosse adaptado a uma ilusão auditiva da escala de Shepard, que já havia sido explorada no filme The Prestige. Isso foi juntado com as batidas do relógio de bolso de Nolan, que gravou o som e enviou para Zimmer para ser sintetizado. A música adicional foi fornecida por Lorne Balfe, Andrew Kawczynski, Steve Mazzaro e Benjamin Wallfisch.
A variação "Nimrod", de Variações Enigma, faz parte do tema e foi reduzida a seis batidas por minuto com adição de notas de baixo para evitar que aparentasse ser muito sentimental. A instrumentação incluiu um contrabaixo e quatorze violoncelos tocados no registro mais alto. King forneceu a Zimmer o som de um motor de barco, que serviu de referência ao andamento. O compositor visitou o set de Dunquerque para inspirar-se. Ele pegou uma jarra de areia e optou por não ver as gravações inacabáveis enquanto compunha a partitura. A música foi gravada no AIR Lyndhurst Hall em Londres, e o engenheiro de áudio responsável foi Geoff Foster. A gravadora WaterTower Music lançou no dia 21 de julho de 2017 em território norte-americano um álbum do filme contendo um CD com 57 minutos da música. A estreia do álbum na Europa aconteceu no mesmo ano pela WaterTower Music e a Sony Classical. Em  22 de setembro, ambas gravadoras juntamente com a Music On Vinyl lançaram a versão vinil no continente.

Após seu lançamento, a trilha recebeu aclamação por parte da crítica especializada e do público e obteve diversas indicações e vitórias a importantes prêmios, entre elas, duas vitórias no Oscar nas categorias de Melhor Edição de Som e Melhor Mixagem de Som e uma nomeação para Melhor Trilha Sonora Original.
| Dunkirk: Original Motion Picture Soundtrack |                          |                                    |         |  |
| N.º                                         | Título                   | Compositor(es)                     | Duração |  |
| 1.                                          | "The Mole"               | Hans Zimmer                        | 5:36    |  |
| 2.                                          | "We Need Our Army Back"  | Zimmer                             | 6:28    |  |
| 3.                                          | "Shivering Soldier"      | Zimmer                             | 2:52    |  |
| 4.                                          | "Supermarine"            | Zimmer                             | 8:03    |  |
| 5.                                          | "The Tide"               | Zimmer                             | 3:49    |  |
| 6.                                          | "Regimental Brothers"    | Zimmer Lorne Balfe                 | 5:04    |  |
| 7.                                          | "Impulse"                | Zimmer                             | 2:37    |  |
| 8.                                          | "Home"                   | Zimmer Benjamin Wallfisch          | 6:02    |  |
| 9.                                          | "The Oil"                | Zimmer                             | 6:11    |  |
| 10.                                         | "Variation 15 (Dunkirk)" | Wallfisch Sir Edward Elgar [ 133 ] | 5:52    |  |
| 11.                                         | "End Titles"             | Wallfisch Elgar Balfe Zimmer       | 7:13    |  |
| Duração total:                              | Duração total:           | Duração total:                     | 59:46   |  |

### Efeitos sonoros
Os efeitos sonoros foram criados pelo diretor de som Richard King, marcando sua sexta colaboração com Nolan. Ele inicialmente foi chamado pelo cineasta para conversarem e opinarem sobre o som, chegando ao objetivo de torná-lo emocionante e visceral para o público. "Queríamos colocar o público na praia, nas pequenas embarcações e dentro dos aviões. Queríamos que a experiência mostrasse como foi para os homens na praia e para as pessoas envolvidas." A intenção do sonoplasta foi desviar-se de todos os hábitos de filmes guerra usados no passado e tentar fazer algo novo. King inspirou-se em vários livros, especialmente no Voices of Dunkirk, de Joshua Levine, que apresenta uma visão caleidoscópica dos eventos através de relatos em primeira mão.
Os únicos sons originais das gravações foram vozes – todo o restante foi criado. King enviou dois técnicos de som para gravarem os ruídos do Supermarine Spitfire no Imperial War Museum Duxford usando vinte e quatro microfones. Incapaz de encontrar uma sirene de mergulho real de um bombardeiro de mergulho Stuka, King projetou uma através de fotografias antigas para replicar o som. Para cenas em que pessoas a bordo de navios gritam, as vozes foram registradas por um grupos de dubladores, e C-4 e propano líquido foram explodidos para gravar os sons das explosões. Também foram incluídos os barulhos atribuídos às bombas alemãs durante a Segunda Guerra Mundial. O som delas foram recriados para aumentar o volume à medida que se aproximavam do alvo, para permanecer fiel à realidade. Para a cena em que um grupo de soldados está dentro de uma embarcação esperando a maré subir para fugir e é atacado por tiros, a equipe de som atirou em pedaços de metal para simular o casco do barco e usou um silenciador na arma para diminuir o som do tiro, visto que a intenção era apenas ouvir o impacto das balas.

## Temas e análises
Embora se preocupe com o relato cinematográfico de um evento histórico, Dunkirk dificilmente é taxado um filme de guerra: ele caminha mais no estilo de um filme de sobrevivência, ou, como disse Nolan, de um "filme de suspense". Existem sequências de batalha, mas são "apenas" montagens para mostrar as circunstâncias contra as quais os soldados tiveram que sobreviver. Por essa razão, não existe um único herói ou a personagem principal, nem todos as personagens têm seus nomes citados e nenhuma tem seus antecedentes contados, além de que os diálogos são mínimos, fugindo do grande drama que geralmente envolve filmes desse gênero, mas não excluindo os momentos emocionais. Outros pontos a se notar são: a falta de simbolização de uma personagem antagonista, a não exibição dos soldados alemães, o desconhecimento sobre os procedimentos a serem tomados pela Alemanha e a não exposição das discussões estratégicas ou reuniões do país. Isso dá a sensação de um inimigo onipresente e causa incerteza, deixando o espectador e as próprias personagem sem saberem quando e como os alemães atacarão.
Por retratar eventos que aconteceram na Segunda Guerra Mundial, o filme traz um período marcado por instabilidade e violência. A luta pela sobrevivência e a exploração de "o que uma pessoa está disposta a fazer apenas para permanecer vivo por mais dia?" são um dos principais temas da produção, fazendo com que os soldados fiquem dispostos a realizar qualquer coisa para salvarem-se, tornando os acontecimentos desesperadores, a ponto de eles resolverem se matar à medida que a situação torna-se impossível. O tempo, ou a falta dele, é outro tema onisciente na narrativa. A história acontece em três momentos (e lugares) diferentes: terra (cuja narrativa dura uma semana), mar (um dia) e ar (uma hora), porque essa seria a quantidade de combustível que os aviões britânicos Spitfire estariam transportando. Conforme o filme desenvolve-se, fica claro que os três irão, eventualmente, convergir. O filme tem cerca de uma hora e quarenta minutos de duração, o que significa que o "tempo" está se passando mais rapidamente para algumas personagens do que para outras. Isso ajuda a salientar uma experiência que é difícil de demonstrar em um filme mais direto: essa guerra (e outras experiências de extrema tensão) tende a distorcer a memória e as percepções do tempo das pessoas que estavam presentes.
O nacionalismo é outro tema notável, pois passa a ideia de que uma pessoa é mais valiosa se tiver a mesma nacionalidade da maioria. O resgate empreendido pelos civis para retirarem os britânicos que ainda estavam no continente, assim como a missão dos aviadores que escolheram ir ao limite da capacidade de voo determinada pelo combustível, são exemplos do patriotismo expresso no filme. Ao lado de Darkest Hour (2018), parte da imprensa inglesa viu o resgate como um símbolo da era do Brexit — ou seja, da Inglaterra que se acha superior ao resto da Europa. Para o colunista britânico Ian Jack, do The Guardian, "ambos os filmes dão combustível às fantasias do Brexit". Ele aponta um heroísmo nacionalista exagerado, reavivado agora com a saída do país da União Europeia — o retrato dos franceses incapazes nos dois filmes seria um exemplo. A colunista Jenni Russell notou que a mensagem essencial do filme, com sua narrativa de retirada heroica para lutar novamente um outro dia, não pode deixar de alimentar o orgulho nacional na capacidade de a Grã-Bretanha triunfar eventualmente, não importa quais sejam as probabilidades. No entanto, o diretor desassociou o filme da agenda política em uma entrevista à revista Screen Daily:
"Interpretar os acontecimentos de 1940 através de uma lente moderna é desrespeitoso para as pessoas que viveram os eventos da vida real. O Brexit aconteceu enquanto estávamos filmando e nos surpreendeu tanto quanto a todos."
— Christopher Nolan.

## Lançamento

### Divulgação
O trailer de anúncio estreou nos cinemas antes do lançamento do filme Suicide Squad e foi lançado online em 4 de agosto de 2016. De acordo com a análise de dados do ListenFirst Media, o trailer foi o que gerou mais engajamento no Twitter entre todos os outros que foram lançados na semana. O primeiro trailer do longa, com duração de pouco mais de 2 minutos, foi lançado em 14 de dezembro, ao lado de um prólogo exclusivo de cinema de cinco minutos mostrado antes das exibições de Rogue One: A Star Wars Story em 150 cinemas em IMAX ao redor do mundo. Ele foi divulgado depois que a produção do filme fez uma transmissão ao vivo no dia anterior no Facebook, a qual durou mais de 24 horas, sendo considerada a mais longa já feita na história da rede social. Nela, a equipe ofereceu imagens do East Pier e da praia de Malo-les-Bains, apesar de essas filmagens terem sido feitas por uma outra equipe da Warner Bros., as quais vinham acompanhadas de músicas e faixas crescentes, que faziam alusão ao "tique-taque" de uma contagem regressiva, frequência cardíaca e sirenes de um Junkers Ju 87, e um texto declarando: "Em 2017, a esperança é uma arma, a sobrevivência é uma vitória." De acordo com a empresa de análise da internet ComScore, Dunkirk foi o filme mais discutido naquela semana. O prólogo foi novamente exibido por uma semana em salas selecionadas, incluindo no Shopping JK Iguatemi, em São Paulo, e no Barra Shopping, no Rio de Janeiro, antes do lançamento em IMAX de Kong: Skull Island. A gravação em vídeo foi aclamada no CinemaCon 2017, no qual recebeu durante sua apresentação uma retumbante ovação de pé, a maior da história do evento. A Warner Bros. exibiu um comercial de televisão do filme para coincidir com os Playoffs da NBA de 2017.
O trailer oficial, com duração de 2 minutos e 18 segundos, foi ao ar em 5 de maio de 2017 após uma contagem regressiva começou quatro dias antes no site oficial do filme. Esta contagem começou em 400,000, o número de soldados aliados cercados em Dunquerque no momento em que a Operação começou. Vários pequenos clipes de 15 segundos - intitulados "400,000 Men (Homens)", "933 Ships (Barcos)", "26 Miles (Milhas)" e "9 Days (Dias)" - também precederam esse lançamento. Neste trailer aparece trechos do discurso "We Shall Fight on the Beaches", proferido pelo então Primeiro-Ministro do Reino Unido, Winston Churchill, para a Câmara dos Comuns do Parlamento do Reino Unido em 4 de junho de 1940: "O que aconteceu foi um desastre militar colossal. (...) Iremos até o fim, nunca renderemos-nos. (...) Vamos lutar nas praias, nos aeródromos (...) Nunca renderemos-nos." Ele foi novamente o filme mais discutido naquela semana de acordo com a ComScore. Em 6 de junho, a desenvolvedora de jogos online Wargaming anunciou uma parceria com a Warner Bros. para promover o filme e comemorar a Batalha. No dia 6 do mês seguinte, a distribuidora lançou outro trailer, o que fez com que pela terceira vez fosse o filme mais discutido da semana. O prólogo foi mais uma vez passado nos cinemas em que estava sendo exibido Wonder Woman em IMAX e também passou em cinema móvel em nove cidades em três países europeus.
Sue Kroll, presidente da Warner Bros. Worldwide Marketing and Distribution, disse que era importante que Dunkirk fosse comercializado como um filme de evento de verão em vez de um filme de guerra histórico, para destacar sua "impressionante magnitude e originalidade". Esta estratégia foi mantida durante toda a campanha. Para convencer o público de que o filme era melhor se assistido nos cinemas, o prólogo nunca foi disponibilizado online. Os comerciais de televisão foram divulgados esporadicamente durante importantes jogos esportivos e séries de televisão para demonstrar os temas do filme. Os infográficos de mídia social descreveram a escala e a importância da evacuação de Dunquerque. Além disso, uma aventura interativa do Google 360 Experience, um programa do Amazon Alexa e um curta-metragem imersivo em 360 graus foram criados. Em parceria com o restaurante Carl's Jr., o nome do filme foi marcado em quatro milhões de copos, assim como em lojas temporárias em quase 3.000 locais. Dados demonstraram que o filme atraiu cerca de vinte por cento dos espectadores que não frequentam cinema.
A partir de 26 de maio do mesmo ano, para relembrar o 77.º aniversário da evacuação, trajes do filme foram expostos em vários lugares simbólicos na Inglaterra: os uniformes usador por Kenneth Branagh, Harry Styles e Fionn Whitehead foram mostrados no Castelo de Dover, o mesmo lugar em que o almirante Bertram Ramsey pilotou durante a Operação, ao passo que a vestimenta de piloto de Tom Hardy foi apresentada no Royal Air Force Museum, em Londres. Em 2 de agosto, uma exposição gratuita, intitulada "Atrás dos Bastidores", foi aberta no Fundo Regional de Arte Contemporânea (FRAC), em Dunquerque, para apresentar a coxia do filme: parte do cais, pilhas, o modelo de um navio hospitalar e soldados de papelão. Gravações de áudio dos figurantes também ficaram disponíveis para os visitantes. A previsão é que exposição dure um ano.

### Distribuição

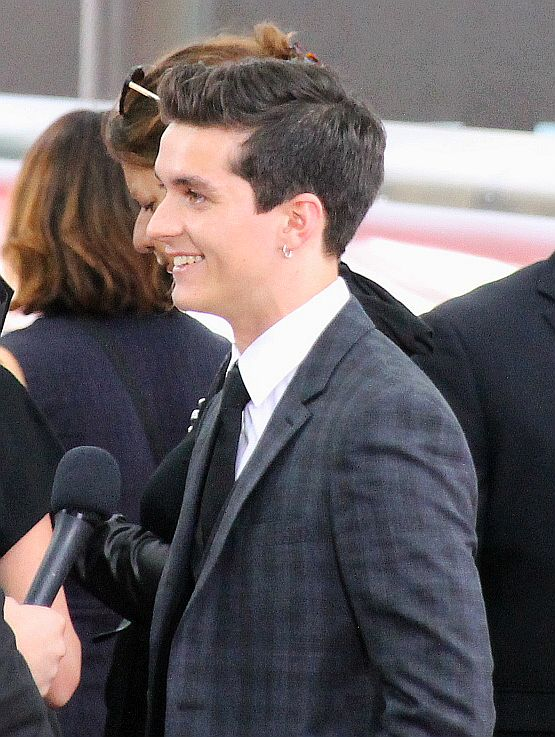
O ator Fionn Whitehead promovendo o filme no Odeon Leicester Square.

Dunkirk teve sua estreia mundial em 13 de julho de 2017 no Odeon Leicester Square, em Londres, contando com a presença de alguns veteranos da Segunda Guerra Mundial, do Príncipe Harry, do diretor e dos atores Tom Hardy, Cillian Murphy, Mark Rylance, Kenneth Branagh, Fionn Whitehead, Aneurin Barnard e Harry Styles, que recebeu elogios do príncipe. Em 16 de julho, apresentou-se no Galway Film Fleadh, no Teatro Town Hall, em Galway, Irlanda. Sua próxima exibição num festival foi no Festival Internacional de Cinema de Toronto, no qual recebeu uma exibição especial no formato 70 mm IMAX, o primeiro filme de Nolan para aparecer no festival desde Following, dezenove anos atrás. O diretor e chefe executivo de ofício do festival, Piers Handling, escolheu a obra para apresentar nesse formato porque a achou original, afirmou: "Dunkirk é bastante marcante. Ele estabelece um novo padrão para a visão da guerra. Sua forma e estrutura são imersivas e experienciais e sua atenção aos detalhes exemplares. Esta é uma história para diferentes épocas - uma [história] de resiliência contra todas as probabilidades, pessoas comuns sobrevivendo em meio ao caos. Christopher Nolan captura este momento seminal na história com o olho de um artista." Durante a apresentação do longa no festival, o crítico de cinema Jordan Hoffman, da Vanity Fair, chamou-o de "uma conquista técnica inovadora e um dos maiores sucessos do ano", e afirmou que ele "provavelmente não será esquecido por ninguém." Dunkirk representou o maior lançamento no formato 70mm nos últimos 25 anos.
A primeira exibição pública do filme nos Estados Unidos aconteceu no dia 19 de julho em IMAX no cinema AMC Loews Lincoln Square 13, Nova Iorque, antes de seu lançamento limitado no mesmo dia em algumas cidades do país e em outros, como Bélgica, Finlândia, França, Noruega, Sérvia e Suécia. A sua pré-estreia em um cinema fora da América do Norte foi realizada no dia seguinte na Armênia, Austrália, Chéquia, Chipre, Coreia do Sul, Croácia, Dinamarca, Filipinas, Geórgia, Hong Kong, Hungria, Israel, Malásia, Nova Zelândia, Países Baixos, Portugal, Rússia, Singapura e Ucrânia. No dia 21, estreou oficialmente nos cinemas norte-americanos, projetado em 70 mm e em 35 mm, sendo posteriormente lançado em outras 31 nações. No dia seguinte, a obra aumentou sua presença na Europa e Ásia, sendo exibida na Bulgária, Camboja, Estónia, Espanha, Indonésia, Irlanda, Índia, Lituânia, Polônia, Reino Unido (o país de maior sucesso na bilheteria), Romênia, Taiwan, e Vietnã. Em 27 do mesmo mês, expandiu sua presença em território latino-americano, estreando na Argentina, Bolívia, Brasil, Chile, Colômbia, México, Panamá, Peru, Porto Rico, Uruguai, e Venezuela, no dia posterior. No circuito brasileiro, a produção estreou em 485 salas de cinemas, ficando em quarto lugar entre as mais assistidas da semana. Os últimos países onde a obra foi exibida em cinemas, foram: Grécia, em 24 de agosto; Itália, no 31 do mesmo mês; China, no dia seguinte; e Japão, onde estreou apenas em 9 de setembro.

### Classificação indicativa
Nos Estados Unidos, o filme recebeu da Motion Picture Association of America (MPAA) a classificação PG-13 (Não recomendado para menores de 13 anos) por conter "intensas experiências de guerra e algumas linguagens impróprias". A classificação favorável ao público adolescente provocou receios de que o filme pudesse representar uma idealização romantizada da guerra ao invés de um relato realista de eventos reais. O diretor declarou-se confortável com a avaliação e comentou que muitos filmes, em diferentes épocas, já retrataram a brutalidade da guerra. "Meu filme é intenso, mas ele não lida necessariamente com os aspectos sangrentos de uma batalha. [...] Ele não é de guerra. É uma história de sobrevivência e, antes de tudo, é um filme de suspense". O portal Common Sense Media discordou da classificação concedida pela MPAA à obra, recomendando-a apenas para maiores de quatorze anos, justificando: "Uma história intensa e desafiadora que mostra os horrores da guerra." Pais usuários do site mantiveram a idade prevista por ele; por outro lado, as crianças recomendaram-na para maiores de doze anos. Na Alemanha, a Autorregulação Voluntária da Indústria Cinematográfica ou Autocontrole Voluntário da Indústria Cinematográfica Alemã recomendou o filme para maiores de doze anos. A justificativa do portal foi a seguinte: "Num suspense constantemente dominado pela dramaturgia e pela música, o filme concentra-se na experiência da maioria dos jovens soldados entre o desespero e a vontade de sobreviver, abordando também os aspectos éticos da guerra. Apesar do abandono generalizado de imagens sangrentas, a atmosfera ameaçadora e as representações individuais de mortes podem assustar crianças de idade escolar primária. A partir dos 12 anos, esses elementos podem ser discernidos pelo contexto e, pelo menos devido ao aspecto único de filmes, as crianças podem suficientemente diferenciar os eventos. Mesmo que o fim seja relativamente pacifico, 12 anos é a faixa etária ideal."
O sistema de classificação British Board of Film Classification (BBFC) do Reino Unido deu um certificado para "a partir dos 12 anos", justificando a "ameaça contínua, sequências intensas, violência moderada e linguagem forte".[carece de fontes?] Na Irlanda e Noruega, recebeu a mesma classificação. No Brasil, em seu lançamento para os cinemas, o filme foi avaliado como "não recomendado para menores de catorze anos", de acordo com o Sistema de Classificação Indicativa Brasileiro do Departamento de Políticas de Justiça (DPJUS). A Youth Media Commission, da Áustria, deu a mesma indicação.

### Formato doméstico
Dunkirk foi lançado nos formatos 4K Ultra HD, DVD e Blu-ray em 19 de dezembro de 2017, enquanto a cópia digital em HD fora disponibilizada no dia 12 do mesmo mês para o Amazon Video e iTunes. Sobre o lançamento no primeiro formato, o diretor comentou: "Estou animado para lançar Dunkirk em 4K UHD com HDR. O filme foi rodado inteiramente na mais alta definição IMAX, 65mm e este novo formato fantástico, com resolução ampliada e reprodução de cores superior, capazes de maximizar o impacto de Dunkirk em casa." A caixa coletânea em 4K Ultra HD, em Blu-ray e em DVD contém características especiais não incluídas em alguns formatos, como: Criação, Terra, Mar e  Conclusão. Nos Estados Unidos, na semana de lançamento em DVD, vendeu 281,360 unidades, alcançando a segunda classificação e arrecadando 4 771 866 de dólares. Já em Blu-rays, começou a primeira semana no topo de vendas, vendendo 477,516 unidades e lucrando 11 899 699 de dólares. Na semana seguinte, continuou dominando as paradas, apesar de ter um declive de 72 por cento, com 132,449 produtos vendidos e com uma arrecadação de 3 291 358. Na classificação dos Blu-rays mais vendidos do ano no país, Dunkirk posicionou-se na 29.ª colocação, com apenas duas semanas em vendas. Ao total, vendeu 609,965 unidades e lucrou 15 191 057 de dólares.

## Recepção

### Bilheteria
Antes de seu lançamento nos cinemas, várias fontes especularam sobre quanto o filme arrecadaria em sua semana de estreia e, posteriormente, em sua bilheteria total, e todas essas pesquisas apontaram para resultados positivos. A revista Variety pressupôs um ganho entre 30 e 40 milhões de dólares no fim de semana de abertura, a Deadline.com opinou por 35 milhões, enquanto a Boxoffice presumiu uma arrecadação na estreia de 55 milhões e um total de 220 milhões na bilheteria norte-americana, já o site IndieWire especulou um lucro de 50 milhões no fim de semana de abertura e um total de 500 milhões de dólares no mundo todo.
Dunkirk foi um sucesso nos Estados Unidos, e ficou na primeira posição dos filmes mais assistidos no dia de sua estreia, em 21 de julho, em que recebeu um total de 19 736 259 de dólares arrecadados em 3 720 cinemas — incluindo 5,5 milhões de sua pré-estreia no dia anterior —, com uma média de 5 305 dólares por sala. No dia seguinte, continuou na mesma classificação, e arrecadou 17 543 645 de dólares. Em seu terceiro dia, o qual foi o fim de semana de abertura, o filme superou as expectativas e arrecadou 50,5 milhões de dólares, tornando-se a terceira maior arrecadação da história para um fim de semana de abertura de um filme sobre a Segunda Guerra Mundial (atrás apenas de Captain America: The First Avenger, que arrecadou 62,1 milhões, e Pearl Harbor, com 59,1 milhões), assim como a quarta estreia mais bem sucedida da carreira de Nolan. Após sete dias nos cinemas, o qual foi o fim da segunda semana de abertura, permaneceu no topo e arrecadou 26,6 milhões. Na segunda semana, o filme começou a ser mais procurado pelo público americano, e abriu no segundo lugar, com 7 898 257 de dólares — 52.1 por cento a mais em relação ao dia anterior. No segundo dia dessa semana — o nono após seu lançamento — apresentou uma alta e recuperou o primeiro lugar, angariando 11 182 034 dólares em 3 748 cinemas; o mesmo aconteceu no terceiro dia, apesar de ter declinado 33 por cento, com 7 530 839 de lucro. Dunkirk permaneceu na primeira posição pelo resto da semana, apesar de sua bilheteria ter apresentado oscilações. Em seu terceiro fim de semana, ele expandiu-se para 4 014 cinemas e arrecadou 1 801 222 de dólares, fechando em primeiro lugar novamente. No dia 11 de agosto, o primeiro da quarta semana, o filme apresentou um crescimento de 73 por cento em relação ao dia anterior e sua arrecadação foi 3 120 296 de dólares, subindo para 4 849 708 no dia seguinte, e encerrou o final de semana na segunda classificação, com um total de 16 500 528 de dólares recebidos. Assim como na anterior, iniciou a quinta semana com um saldo positivo, na qual obteve 2 048 415 e 69.8 por cento de crescimento comparado ao fim de semana que se passou. Repetiu o aumento no dia seguinte e oscilou pelo resto da semana, fechando-a em quarto lugar entre os mais assistidos. Até então, a bilheteria total somava 168 529 030 de dólares. A obra começou a sexta semana em superávite, em que posicionou-se na sexta posição entre os mais vistos, e encerrou-a na quinta posição. Nas semanas seguintes, o filme iniciou-as sempre com saldo positivo. Dunkirk encerrou sua exibição em território americano em 23 de novembro de 2017, em 28 cinemas, com uma arrecadação total de 188 045 546 de dólares.
Na França, estreou como o primeiro mais assistido, com 2,2 milhões de dólares. Em seu fim de semana de abertura, lucrou 5 567 251, arrecadados em 668 cinemas. Fechou a semana seguinte em segundo lugar, com 3 220 910 de dólares recolhidos em 672 salas. Sua exibição no país terminou em 24 de setembro, com uma arrecadação total de 21 500 000 de dólares americano, tornando-se o 17.º longa-metragem mais bem-sucedido do ano no país. Na China, Dunkirk estreou no topo dentre os mais procurados de 1 a 3 de setembro, abrindo a semana com 29 638 159 de dólares. Após apresentar oscilações no decorrer do mês, angariou 50 970 494 na bilheteria e fechou o ano como o 43.º mais rentável no país. No Reino Unido, a obra abriu na primeira posição das mais requeridas, no qual, em apenas três dias em cartaz, arrecadou 13 027 970 de dólares em 638 cinemas — 20 420 dólares por sala. O sucesso do filme no país continuou na semana subsequente, a qual encerrou seu final com 10 817 722 colhidos em 663 sala — 25 por cento a mais em relação o final da primeira semana —, sete milhões de dólares a mais do qual posicionou-se na segunda colocação, Captain Underpants: The First Epic Movie. Permaneceu em primeiro lugar nas duas semanas seguintes, baixando para o segundo nas quinta, sexta e sétimas semanas, as quais também apresentaram fracos desempenhos para outros filmes. Nas semanas posteriores, o filme apresentou oscilações. As indicações ao Oscar garantiram-lhe uma maior procura pelo público do país, e fez com que ele apresentasse um aumento de 737.1 por cento na bilheteria no fim de semana de 4 de fevereiro de 2018. No dia premiação, 4 de março, Dunkirk voltou apresentar ótimos desempenhos em termos de arrecadação, cerca de 5 153 921 recolhidos em 599 cinemas. O seu lucro total obtido nos cinemas britânicos é 78 594 614 de dólares. Foi o 3.º filme mais lucrativo em território britânico em 2017.
No Brasil, Dunkirk estreou no quarto lugar, com 268.130 ingressos vendidos a 485 salas de cinemas, totalizando 5 170 475 de reais. Manteve-se na mesma posição na segunda e terceira semana, nas quais arrecadou 2 804 261 e 1 524 753, respectivamente, e ambas apresentaram um declínio em torno de 45.5 por cento em relação a anterior. Fechou seu quarto fim de semana na quinta colocação, com 996 101 reais adquiridos em 187 cinemas. Após seis semanas em cartaz, a exibição oficial do filme em território brasileiro finalizou-se em 1 de setembro, com 787.865 ingressos vendidos ao total; no entanto, Dunkirk voltou aos cinemas entre os dias 25 e 31 de janeiro de 2018, em circuito limitado, para celebrar suas oito indicações ao Oscar, e permanece em cartaz no cinema Caixa Belas Artes, na cidade de São Paulo. Convertido em dólar, o seu lucro obtido nos cinemas do país é 4 600 000. Por esse valor, tornou-se o 45.º filme mais bem-sucedido no país em 2017.

### Resposta da crítica
Após sua liberação, Dunkirk foi frequentemente considerado como um dos melhores filmes de 2017 pelos críticos cinematográficos e pela imprensa internacional; elogios vieram principalmente para seu elenco, roteiro, direção, música e fotografia. Alguns críticos chamaram-no de "o melhor filme de Nolan até à data" e um dos melhores filmes de guerra já feitos. No agregador de resenhas Rotten Tomatoes, o filme recebeu um "Certificado de Fresco" e marca uma pontuação de 92% com base em comentários de 472 críticos, e registra uma nota 8.6 de 10. De acordo com o site, o consenso crítico do filme diz: "Dunkirk serve um espetáculo emocionalmente satisfatório, entregue por um escritor-diretor com total domínio de sua arte e revivido por um elenco talentoso que honra a história baseada em um evento real." No Metacritic, que atribui uma média aritmética ponderada com base em 100 comentários de críticos mainstream, o filme recebeu uma pontuação média de 94 pontos com base em 53 comentários, indicando "aclamação universal". De acordo com MRQE, a obra tem uma classificação média de 85/100, com base em 127 avaliações. O público pesquisado pelo CinemaScore deu ao filme uma nota "A-" em uma escala de A+ (máxima) a F (mínima), e o PostTrak informou que os espectadores deram-lhe 88% de aprovação.
O crítico Peter Bradshaw, do The Guardian, pontuou o filme com a nota máxima de cinco estrelas e chamou-o de o melhor trabalho de Nolan, dizendo que ele "envolve sua audiência com caos e horror desde o início, e imagens surpreendentes e cenários deslumbrantemente realizados em uma enorme tela de 70mm, particularmente a ponte flutuante superlotada de uma fila de soldados que se estende até o mar agitado, os quais são expostos a aeronaves inimigas." A mesma classificação máxima veio de Kenneth Turan, do Los Angeles Times, Joe Morgenstern, do The Wall Street Journal, Marc Savlov, do Austin Chronicle, que afirmou que "Dunkirk entra instantaneamente no panteão de grandes filmes de guerra, ao lado de Das Boot, Full Metal Jacket, Saving Private Ryan e The Final Countdown, entre muitos outros críticos. Todd McCarthy, do The Hollywood Reporter, elogiou-o, chamando-o de "uma obra-prima impressionista" que estava "profundamente em movimento", mas sem "sentimentalismo inventado ou falso heroísmo". Ele também elogiou a trilha sonora, que "fortalece enormemente o filme" e "incorpora som e música a efeito extraordinário". Em sua avaliação à Variety, Peter Debruge elogiou o enredo (chamando a trilha de Zimmer de "bombástica"), escrevendo: "[Nolan] entregou todo o espetáculo de um tent-pole nas telonas, aumentando a tensão e o heroísmo através de sua intrincada e, ocasionalmente, poderosa sonoplastia". Manohla Dargis, do The New York Times, descreveu-o como um "passeio pelo poder da arte e técnica cinematográfica" e elogiou a abordagem elástica de Nolan à narrativa. Escrevendo para o San Francisco Chronicle, Mick LaSalle chamou-o de "triunfo" e "obra-prima", elogiando a abordagem única do cineasta em dirigir um filme de guerra e aplaudindo as performances do elenco. A publicação inglesa de notícias The Economist denominou Dunkirk como "um filme extraordinário" e um novo clássico. O crítico Richard Roeper, do Chicago Sun-Times, afirmou que é um dos melhores filmes de guerra da década e descreveu-o como "tenso, emocionante, profundamente envolvente e inesquecível ... triunfo no cinema". Para o Entertainment Weekly, Chris Nashawaty deu um "A", chamando-o de o melhor de 2017: "No final do filme, o que mais se destaca não é a mensagem inspiradora ou o heroísmo cotidiano, são as pequenas imagens inesquecíveis e inabaláveis que se acumulam como detalhes no canto de um mural." Robbie Collin, do The Daily Telegraph, louvou-o como "uma obra de intensidade e grandeza de quebrar o coração".
Peter Travers, da revista Rolling Stone, deu a nota máxima de quatro estrelas, seu primeiro filme do ano a alcançar essa pontuação, e declarou que "talvez [é] o melhor filme de guerra de sempre", acrescentando: "Há poucas dúvidas de que [Nolan], sem sentimentalismo ou hipócrita, elevou o gênero [sobrevivência] ao nível da arte ... com a força ressonante de um clássico duradouro." Ele também chamou-o de o candidato mais forte e o primeiro vencedor da próxima cerimônia do Oscar. Michael Medved deu a mesma nota e descreveu a ação como "imparável", declarando: "Este não é apenas o melhor filme da Segunda Guerra Mundial desde Saving Private Ryan, é simplesmente um dos mais excelentes filmes de guerra já feito." Matt Zoller Seitz, do site especializado RogerEbert.com, deu uma média de três estrelas e meia em quatro, apesar de não ter gostado do filme, afirmando que detestou partes dele e encontrou outros momentos repetitivos ou mal elaborados, "mas, talvez paradoxalmente, eu admirei-o por completo, e tenho pensado nele constantemente."
Em relação ao desempenho do elenco, Collin observou que Harry Styles deu uma "brilhante, convincente e inesperadamente profunda performance." Christopher Hooton, The Independent, declarou que: É justo destacar a performance de Styles aqui, [...] mesmo que Nolan subestimasse a fama do cantor. Sim, Styles é competente e seu desempenho não desaponta, como muitos temiam. Ele não tem exatamente cenas especialmente desafiadoras, mas é sólido e leva o trabalho a sério e imagino que, para bem ou mal, muitos papéis em longas-metragem surgirão se ele quiser, dado o sucesso imediato na bilheteria que ele traz. Em sua avaliação à GQ, Becky Lucas concordou, escrevendo: "Styles pode realmente atuar, [embora] não tenha tantas falas, ele interpreta um dos soldados mais francos, capaz de demonstrar profundidade e um instinto de sobrevivência que deixa sua personagem bem na linha entre humano e desumano", assim como seu colega de elenco Kenneth Branagh aclamou a atuação do cantor. Medved descreveu o desempenho de Tom Hardy como "excelente". Debruge observou que Branagh fornece a única performance de estrela no filme, e mesmo assim, "tudo se resume a uma saudação significativa mostrada nos minutos finais."
O brasileiro Luiz Carlos Merten, de O Estado de S. Paulo, afirmou que o cineasta deveria vencer o Oscar na categoria de direção, "mas por se um diretor de blockbusters, a Academia o seleciona para reconhecer que ele é grande, mas lhe nega o que merece". Lucas Baranyi, da GQ, aclamou a produção como "a obra-prima de Nolan e também o maior filme de 2017", completando: "O que faz de Dunkirk um filme tão maravilhoso é a capacidade de ir além em um gênero cujas regras foram escritas há tanto tempo. Nolan sabe o exato momento de abraçar um clichê e quando surpreender a audiência. Consegue criar sequências de tirar o fôlego alheio - mesmo que tudo o que você veja no céu sejam dois aviões e nada mais. O diretor finalmente descobriu que não precisa de três horas para fazer uma obra-prima. E, ironicamente, encontrou o potencial de toda sua ambição nos detalhes."
Apesar da aclamação universal, alguns críticos foram bem menos positivos sobre Dunkirk. Para o jornal francês Le Monde, Jacques Mandelbaum elogiou o realismo transmitido aos espectadores, mas ficou desapontado pelo enredo ignorar o papel desempenhado pelas tropas francesas. David Cox, do The Guardian, notou que o filme tinha imprecisões históricas, escassez de personagens femininas, pouca magnitude, um elenco pouco desenvolvido e falta de suspense. Kevin Maher, do The Times, declarou: "[Dunkirk] tem 106 minutos clamorosos de bombardeios e está tão preocupado com o seu próprio espetáculo que negligencia entregar o elemento mais importante: drama", e comparou-o com a série de videojogos Call of Duty.

### Prêmios e indicações
O êxito comercial e crítico de Dunkirk renderam-lhe diversas indicações a prêmios ao redor do mundo. Logo após sua liberação, apresentou-se como um dos favoráveis para receber indicações a prêmios prestigiados do cinema como ao Oscar, BAFTA, Globo de Ouro, National Board of Review e Screen Actors Guild, além do Grammy. Nos Critics' Choice Movie Awards de 2018, por exemplo, a obra recebeu oito indicações nas categorias de Melhor Filme, Melhor Diretor, Melhor Elenco, Melhor Trilha Sonora (Hans Zimmer), Melhor Fotografia (Hoyte van Hoytema), Melhor Produção de Arte (Nathan Crowley e Gary Fettis), Melhores Efeitos Visuais e venceu Melhor Edição (Lee Smith). Para o BAFTA, recebeu sete nomeações e uma vitória de Melhor Som (para Richard King, Gregg Landaker, Gary Rizzo e Mark Weingarten), sendo as indicações para Melhor Filme, Melhor Diretor, Melhor Fotografia, Melhor Trilha Sonora, Melhor Edição, Melhor Direção de Arte e Melhor Efeitos Visuais (Scott Fisher e Andrew Jackson). Ao Globo de Ouro, foi indicado a Melhor Filme Dramático, Melhor Diretor e Melhor Trilha Sonora. Para o Satellite Awards, além da vitória em Melhor Som (edição e mixagem), recebeu dez indicações, incluindo para Melhor Filme e Melhor Diretor. Foi nomeado a Melhor Elenco de Dublês em Filme nos Prêmios Screen Actors Guild 2018. Ao Oscar 2018, foi nomeado nas categorias de Melhor Filme, Melhor Diretor, Melhor Fotografia, Melhor Direção de Arte, Melhor Trilha Sonora, Melhor Edição, Melhor Edição de Som e Melhor Mixagem de Som, vencendo as três últimas. Semanas antes da cerimonia, críticos apostavam que Dunkirk deveria ser grande vencedor da premiação, inclusive de Melhor Filme.
Tratando-se de indicações e vitórias relacionadas à atuação, o filme foi nomeado ao Washington D.C. Area Film Critics Association e ao Critics' Choice Movie Awards de Melhor Elenco. Barry Keoghan ganhou na categoria de "Artista Revelação do Ano" no Dublin Film Critics' Circle. Fionn Whitehead foi nomeado a "Melhor Novato" no Empire Awards 2018 e "Jovem Ator Britânico/Irlandês do Ano" no London Film Critics’ Circle Awards. Tom Hardy ganhou uma indicação ao Australian Academy of Cinema and Television Arts Awards na categoria de "Melhor Ator Coadjuvante". Harry Styles, por sua vez, foi indicado nas categorias "Melhor Revelação" e "Melhor Performance" no National Film Awards UK e "Estrela Revelação no Cinema" e "Melhor Ator em Filme do Verão" nos Prêmios Teen Choice de 2017.

### Reconhecimento
Dunkirk foi amplamente reconhecido como um dos melhores filmes do seu gênero, constando em várias publicações como tal; é o terceiro filme que mais entrou em publicações de "Os 10 melhores do ano" e encabeçou 40 das 378 listas em que apareceu. O American Film Institute, National Board of Review, New York Film Critics Online e SAPO elegeram-no um dos dez melhores do ano — sem ordem específica —, enquanto a Associação de Críticos de Cinema do Rio de Janeiro, Associated Press, o Dublin Film Critics' Circle, Florida Film Critics Circle, Rolling Stone, Total Film e VEJA classificaram-no na primeira posição; já a The Atlantic, o The Arizona Republic, Collider, Austin Film Critics Association e o Vox posicionaram-no nas segunda, terceira, quarta, sexta, décima segunda classificação, respectivamente. Orlando Weekly e The Telegraph inseriram-no em sua publicação dos "Melhores Filmes de Guerra já feitos". No catálogo de mesmo título elaborado por Gem Seddon, do GamesRadar, a obra foi posicionada na 17.ª colocação. Ficou em quarto lugar na lista "100 Melhores Filmes de Guerra do Século XXI", do IndieWire,

## Precisão histórica
O filme foi elogiado por sua representação, de modo geral, realista da evacuação. Ele retrata com precisão alguns aviões da Força Aérea Real que combatem os da Luftwaffe sobre o mar, estando esse confronto limitado a uma hora por causa da capacidade de combustível dos aviões. Em 1940, destruidores e aviões de combate foram efetivamente retirados da batalha, já que a Marinha Real e a Força Aérea teriam sido as únicas defensoras contra a invasão. Também observou-se as representações precisas de como um pequeno barco tentou escapar de ataques aéreos e de como os soldados que retornavam à Inglaterra encontraram um grupo de civis que, em grande parte, estava desinformado ou não foi afetado pela guerra. Inicialmente, oficiais britânicos recusaram-se a evacuar os soldados franceses, embora Churchill insistiu, posteriormente, para que esses fossem evacuados juntamente com aqueles. O realismo do filme foi reconhecido pelos veteranos sobreviventes, embora Branagh afirmou que alguns achavam que "era mais exagerado que a realidade."
No entanto, embora alguns eventos sejam baseados na história real, as personagens e o enredo são ficcionais; a personagem de Branagh é uma personagem composta, ou seja, uma junção de duas ou mais personagens em uma única. Quando as cenas da praia foram filmadas, o clima estava pior do que o do evento real; Nolan explicou que isso ajudou a entender o perigo que as embarcações de recreio enfrentam. Em uma cena, um oficial dá uma saudação sem usar sua boina militar, o que um veterano apontou como protocolo inadequado. Os aviões alemães tinham radomes pintados de amarelo no filme; isso não tinha sido feito até um mês depois da Batalha. A participação de soldados franceses, africanos e indianos foi limitada ou excluída. Para a visão aérea de Dunquerque, a produção gravou como ela está atualmente; no entanto, a cidade estava consideravelmente em ruínas no momento da evacuação. O modelo dos folhetos distribuídos por meios aéreos foi semelhante ao que foi usado em 1940, embora os originais não estivessem coloridos.

### Fatos reais que inspiraram o desenvolvimento da trama
Vários soldados britânicos ajudaram na portação das macas e carregaram os feridos para que estes pudessem embarcar mais depressa para a Inglaterra; isso é representado no inicio do filme, no qual aparece Tommy e Gibson carregando os feridos. Joshua Levine, o consultor histórico de Nolan, cita o exemplo do cabo Charles Nash que conseguiu escapar. Como as personagens do filme, vários soldados refugiaram-se no cais de madeira e entre vigas, durante um ataque aéreo alemão na manhã de 29 de maio de 1940, como comprovado pela tripulação do Manxman, um barco a vapor que ajudou na evacuação das tropas.
A tripulação do barco Moonstone foi inspirada em várias tripulações reais de pequenas embarcações, como o iate particular Sundowner. Este iate foi dirigido pelo seu dono, Charles Lightoller, um ex-oficial naval sobrevivente do naufrágio do RMS Titanic em 1912. Como o Sr. Dawson no filme, ele insistiu em realizar a travesia por conta própria, ao passo que o Almirantado Britânico o queria no comando para a Operação Dínamo. Ele embarcou com o filho mais velho, Peter, e o escoteiro marinho Gerald Ashcroft, de 18 anos. A cena dos soldados náufragos, queimados por petróleo que espalhou-se pelo mar, é inspirada no naufrágio do Eagle Crested, um barco destruído pela Força Aérea Alemã em frente à comuna francesa de Bray- Dunes.
Por causa de 250 aviões britânicos terem caído em 15 de maio de 1940, a Força Aérea Real decidiu não enviar mais aeronaves à França e nomeou os esquadrões do sul da Inglaterra responsáveis para realizar missões em direção ao território francês, como Collins e Farrier fazem no filme. O pouso de emergência na praia no momento final foi inspirado por um feito pelo piloto neo-zelandês Alan Christopher Deere, em 28 maio de 1940, numa praia belga depois de ser atingido por um Dornier Do 17 alemão. O piloto lesionou sua sobrancelha, mas não foi capturado pelos alemães como a personagem do filme. Deere conseguiu juntar-se ao cais do leste da cidade por intermédio de um caminhão e embarcar para a Inglaterra, mas não sem ter sido criticado por soldados britânicos que criticaram-no pela falta de ação da Força Aérea quando ele estava combatendo no ar por dez dias, abordo de seu Spitfire. No filme, é Collins quem enfrenta criticas dos soldados evacuados, ao retornar ao seu país.

### Críticas à representação do exército francês e indiano
O Le Monde descreveu como "insulto grosseiro" e "indiferença desagradável" o pequeno espaço concedido ao exército francês no filme, e questionou: "Onde estão os 120 mil soldados franceses que também foram evacuados de Dunquerque? Onde estão os outros quarenta mil que se sacrificaram para defender a cidade contra um inimigo mais poderoso tanto em armas como em soldados?". Em uma coluna publicada no jornal, o tenente-coronel e historiador militar Jérôme de Lespinois acredita que Dunkirk reforça a falsa ideia de que os ingleses são melhores por conta própria. Le Figaro descreveu como "traição", e criticou Nolan por reduzir os franceses a "um grupo de figuras furtivas e ridículas, os quais representam os quarenta mil soldados que enfrentaram heroicamente o exército alemão em Dunquerque e em Lille, e avançaram contra às Forças de Defesa Alemã." Em resposta às críticas, o historiador e documentarista britânico Paul Reed afirmou que "esta história conta a experiência britânica em Dunquerque, enquanto agradece a resistência francesa que permitiu que o resgate fosse realizado."
The Times of India criticou Nolan por "esquecer" a presença de quatro empresas de soldados indianos do Corpo de Serviço do Exército Real Indiano encarregadas do transporte de suprimentos em mulas na Força Expedicionária Britânica. O jornal também citou um oficial da Marinha Real, o tenente comandante Manish Tayal, como alguém que o cineasta "perdeu a oportunidade de representar." Em um artigo publicado no The Guardian, a escritora indiana Sunny Singh lamentou "a falta de rostos indianos e africanos", e apontou a baixa representação das tropas britânicas e francesas coloniais nas telas, em que apenas alguns atiradores africanos aparecem desapercebidos. Ela culpa Nolan de "escolher acalmar o passado". No entanto, de acordo com a historiadora Yasmin Khan, "os soldados indianos tiveram um papel menor na batalha, embora seja notável. Participaram apenas centenas deles em vez de milhares e foram principalmente os que trabalham em empresas de transporte, ajudando a distribuir alimentos a milhares em mulas, as quais tinham sido enviadas de Bombaim."